# Nectandra megapotamica
Nectandra megapotamica là loài thực vật có hoa trong họ Nguyệt quế. Loài này được (Spreng.) Mez miêu tả khoa học đầu tiên năm 1903.